# بارزة جدارية

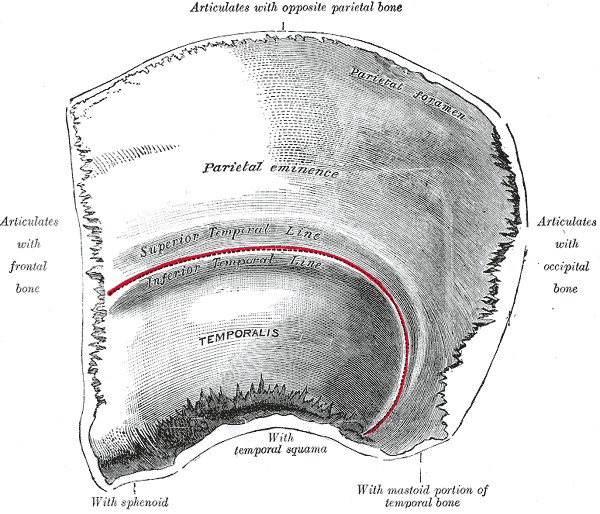
البارزة الجدارية بالإنجليزية: Parietal eminence (يمكنك الضغط على الصورة لتكبيرها)

البارزة الجدارية (بالإنجليزية: Parietal eminence)‏ السطح الخارجي للعظم الجداري محدب، وأملس، ويتميز بالقرب من مركز بوجود بارزة (نتوء) تسمى البارزة الجدارية، تدل البارزة الجدارية على نفقطة بدأ تعظم العظم الجداري.